# آثار الاحتجاجات البحرينية (يوليو - ديسمبر 2011)
فيما يلي جدول زمني غير مكتمل عن الأحداث التي تلت الاحتجاجات البحرينية 2011 من يوليو إلى ديسمبر 2011. شهدت هذه المرحلة العديد من الاحتجاجات الشعبية وتصعيد في العنف وإنشاء لجنة حكومية مستقلة للنظر في الأحداث السابقة.

## يوليو 2011

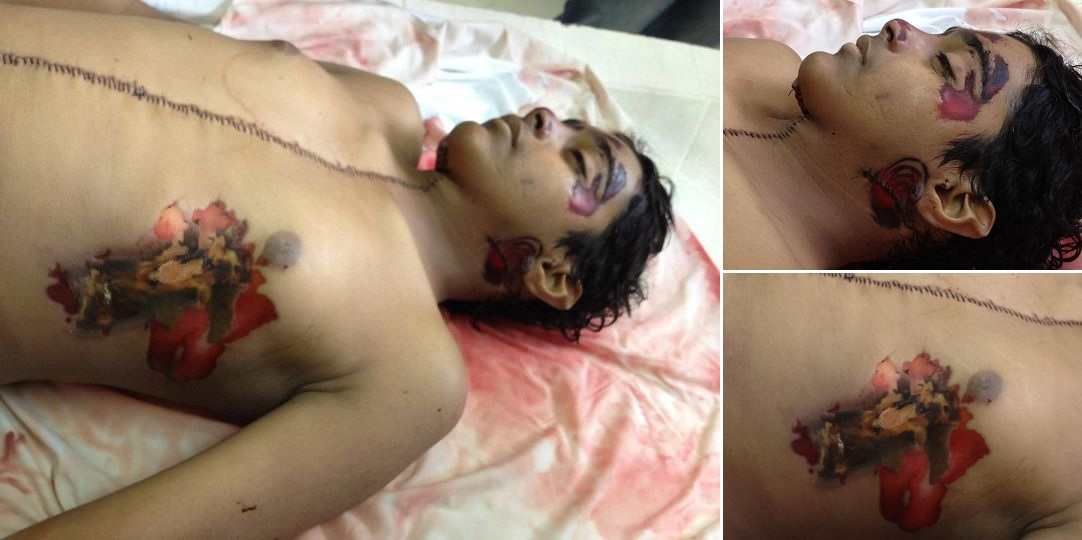
جثة سيد هاشم عند المستحم

### 2 يوليو
بداية منتدى لمحادثات المصالحة بين حكومة البحرين والمعارضة الشيعية بما في ذلك جمعية الوفاق الوطني الإسلامية. من المقرر أن تستمر المحادثات حتى نهاية يوليو.

### 8 يوليو
طالبت وزارة الخارجية الإيرانية بانسحاب القوات السعودية من البحرين حيث لم تنسحب القوات السعودية حتى وقت إعلان طهران. وضع إيران الانسحاب السعودي كشرط مسبق للحوار بين قوتي الشرق الأوسط المتنافستين.
في البحرين أعلنت جمعية الوفاق الوطني الإسلامية أنها لن تشارك بشكل كامل في «الحوار الوطني» التي حث عليه الملك حمد. قال خليل المرزوق أن الوفاق ستقاطع لجان مناقشة القضايا الاقتصادية والاجتماعية مع الاستمرار في المشاركة في لجان السياسة وحقوق الإنسان. ادعى مرزوق: «هذا الحوار لن يؤدي إلى حل... وأنه لا يلبي احتياجات سحب البحرين للخروج من الأزمة السياسية.»

### 13 يوليو
أطلق سراح آيات القرمزي فجأة وتجمع مئات الاشخاص في مكان قريب من منزلها في سند للترحيب بها. ومع ذلك لم يتم إلغاء الحكم الصادر بحقها. كانت أسرتها خائفة من إعادة اعتقالها لأنها لم تمنح العفو الملكي أو أن إطلاق سراحها كان بسبب الاستئناف ضد سجنها لمدة سنة واحدة. هي حاليا تحت الإقامة الجبرية.

### 17 يوليو
الوفاق التي كانت قد أعلنت في وقت سابق أنها لن تشارك في نصف لجان «الحوار الوطني» التي وضعتها الحكومة البحرينية قد انسحبت من المفاوضات تماما. قال مسؤولو الحزب أن توزيع المقاعد بطريقة مهمشة عمدا حيث منح المسلمين الشيعة 35 من أصل 300 مقعد على الرغم من أن المرشحين الشيعة انتخبوا إلى ما يقرب من نصف مقاعد انتخابات العام السابق. في حين أن الاحتجاجات الشعبية قد تم قمعها إلى حد كبير فقد واصلت المعارضة ابتعادها عن النظام.

## أغسطس 2011

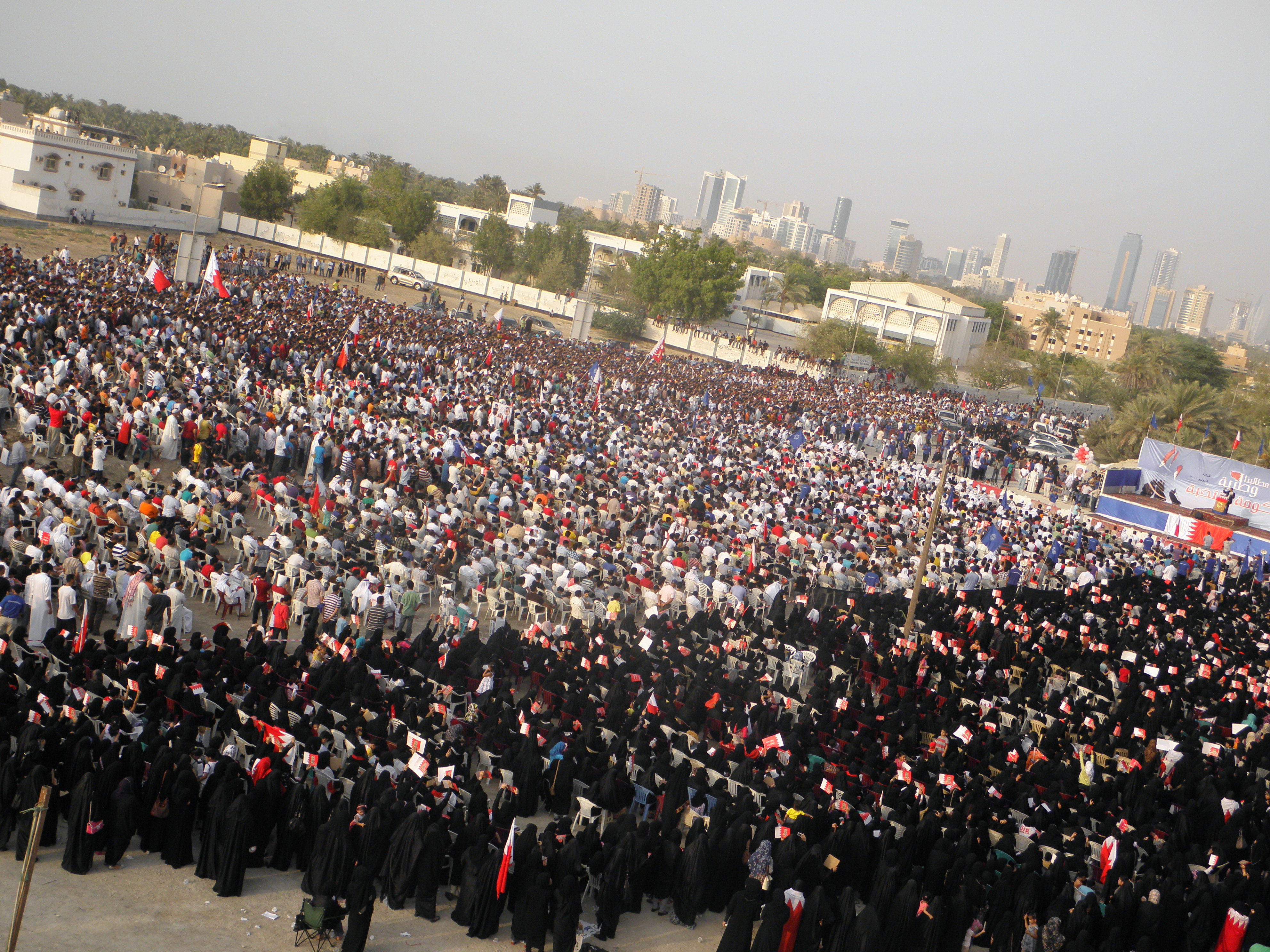
آلاف المتظاهرين يتجمعون في مسيرة "المطالب الوطنية: حكومة منتخبة" في كرانة بالبحرين

### 4 أغسطس
قناة الجزيرة الإنجليزية أصدرت فيلم وثائقي من خمسين دقيقة حول الاحتجاجات البحرينية بعنوان البحرين: صراخ في الظلام الذي يسلط الضوء على استمرار الاحتجاجات المناهضة للحكومة من قبل الشيعة البحرينيين ويبين كيف تم استخدام الفيسبوك لاستهداف الناشطين المؤيدين للديمقراطية - «فضح الخونة الشيعة» - وفهرسة انتهاكات حقوق الإنسان من قبل النظام.

### 7 أغسطس
احتجت البحرين لجارتها قطر حول فيلم قناة الجزيرة الإنجليزية الوثائقي عن الاحتجاجات. تحدث خميس الرميحي النائب السني عن «أجندة خفية» واتهم قناة الجزيرة المملوكة لأمير قطر في محاولة إثارة القلاقل والتراجع عن فوائد الحوار الوطني في البحرين.
أطلق سراح النواب السابقين جواد فيروز ومطر إبراهيم مطر من جمعية الوفاق الوطني الإسلامية.

### 8 أغسطس
أفاد أحد سكان قرية سترة لمراسل الغارديان أن الاحتجاجات والقمع في البحرين لا يزالا مستمران ولكن فقط بهدوء أكثر مما كان عليه في أوج الاحتجاجات.

### 11 أغسطس
قبل الاحتجاج المقترح بالمسير إلى موقع دوار اللؤلؤة السابق وسدت سيارات الشرطة والدبابات الطرق المؤدية إلى الموقع حسب إفادة عدة شهود عيان للأسوشيتد برس. وسائل الإعلام التي تديرها الدولة أعلنت أنه من المرجح أن يفقد 23 من موظفي وزارة الصحة في البحرين وظائفهم بسبب دورهم المزعوم خلال الاحتجاجات وأن يتم إيقاف 200 موظف عدة أيام. لم يتضح على الفور ما إذا سيتم اطلاق سراح العمال أو سيتم الاكتفاء بإيقافهم عن العمل لعدة أيام.

### 13 أغسطس
أعلنت جمعية الوفاق أنها ستقاطع الانتخابات البرلمانية في سبتمبر زاعمة أن الانتخابات لن تكون حرة ونزيهة وبحجة عدم وجود إصلاحات ديمقراطية حيث أن مجلس النواب المنتخب من دون صلاحيات ومن حق مجلس الشورى المعين أن يلغي قراراته.

### 15 أغسطس
اقتحم مئات الغوغاء من البحرينيين الشيعة مكتب لجنة البحرين الدولية لتقصي الحقائق بعد أن أبلغوا وسائل الإعلام المحلية بأن اللجنة برأت مسؤولي الحكومة من ارتكاب أي خطأ خلال الحملة مما أدى إلى إغلاق المكتب. نفت اللجنة التقارير الإخبارية وقالت أن التحقيق مستمر.

### 28 أغسطس
أعلن الملك حمد العفو عن العديد من المتظاهرين قائلا «إننا اليوم نعلن العفو عنهم» عن أي «إساءة لنا أو لكبار المسؤولين في البحرين». أوجز أيضا خطة بموجبها استطاعة المعتقلين الذين ثبت سوء معاملتهم من قبل قوات الأمن أن يحصلوا على تعويض مالي. قال الملك أن محاكمات المعارضين السياسيين التي لا يغطيها العفو ستستمر ولكن ستنقل من المحاكم العسكرية إلى المحاكم المدنية.

### 30 أغسطس
أعلنت الحكومة أن الشاعرة البالغة من العمر 20 عاما آيات القرمزي التي صدر في حقها السجن لمدة سنة واحدة لاستخدام الشعر في انتقاد القمع قد حصلت على عفو ملكي.

### 31 أغسطس
صبي يبلغ من العمر 14 عاما يدعى علي جواد الشيخ قيل ضرب وقتل بقنبلة غاز مسيل للدموع أثناء حضوره مظاهرة مناهضة للحكومة في سترة بعد صلاة الفجر. قالت الشرطة أنها تحقق في كيفية وفاة الصبي.

## سبتمبر 2011

### 1 سبتمبر
في ما كانت أكبر مظاهرة خلال أشهر فقد سار الآلاف من الناس في سترة في جنازة صبي يبلغ من العمر 14 عاما قتل في هجوم بالغاز المسيل للدموع. رفع المتظاهرون صورا للفتى وهتفوا «يسقط حمد» في إشارة إلى العاهل البحريني.

### 2 سبتمبر
اشتبكت شرطة مكافحة الشغب مع المتظاهرين في ضواحي المنامة. ورد أن قوات الأمن داهمت منازل وأطلقت أعيرة نارية في عدة أحياء ذات أغلبية شيعية في حين نصبت الحواجز ورشق المتظاهرين شرطة مكافحة الشغب بالحجارة.

### 7 سبتمبر
اللجنة المستقلة لتقصي الحقائق تكشف أن أكثر من 100 ناشط سجين بدأوا في إضراب عن الطعام لمدة تسعة أيام.

### 21 سبتمبر
«حصار البحرين» حملة على الإنترنت دعا إليها السائقين لقطع الطرق المؤدية إلى المنامة بسياراتهم في 21 سبتمبر. تمكن المتظاهرون من إبطاء حركة المرور خلال ساعة الذروة وكان الاحتجاج ناجح إلى حد كبير ولكن التأخير في ذلك الوقت لا يختلف بشكل ملحوظ عن الأوقات العادية.

### 22 سبتمبر
قال علي سلمان الأمين العام لجمعية الوفاق الوطني الإسلامية في تجمع للمعارضة في قرية توبلي: «عندما نتحدث عن الديمقراطية نريد مثل ديمقراطية وستمنستر وفرنسا والولايات المتحدة وليس ديمقراطية صدام حسين ولا ديمقراطية زين العابدين بن علي ولا ديمقراطية معمر القذافي».

### 23 سبتمبر
خطط ائتلاف شباب ثورة 14 فبراير للقيام باحتجاجات في 23 و24 سبتمبر في محاولة للعودة إلى دوار اللؤلؤة. تم توقيت الاحتجاجات تزامنا مع مقاطعة الانتخابات النيابية التكميلية لاستبدال أعضاء كتلة جمعية الوفاق الوطني الإسلامية الثمانية عشر من عضوية مجلس النواب الذين استقالوا في أعقاب بدأ الاحتجاجات في فبراير. في 23 سبتمبر أعلن التحالف عن أربعة مناطق على مقربة من الدوار حيث سيتجمع المتظاهرون في الساعة الثالثة. كان أحد هذه المواقع هو قرية السنابس حيث غادر المئات من المتظاهرين منازلهم في الساعة الثالثة. أطلقت الشرطة الغاز المسيل للدموع على المتظاهرين الذين هربول واختبئوا في منازلهم. زعم أن الشرطة دخلت منزل أحدهم وألقوا قنبلة صوتية بالقرب من اسطوانة غاز طبخ مما أدى إلى اشتعال النيران وبعد ذلك حاولوا منع الناس من مغادرة المنزل المحترق. عولج سبعة متظاهرين على الأقل نتيجة حروق من الدرجة الثالثة وفقا لمراسل قناة الجزيرة في السنابس.
منطقة تجمع أخرى هي مجمع بحرين سيتي سنتر. قام مجموعة من المتظاهرين بمسيرة داخل المجمع مرددين شعارات مناهضة للحكومة. ألقت الشرطة القبض على 55 محتج بما في ذلك 38 امرأة و7 فتيات. وقد قام رئيس الوزراء خليفة بن سلمان بن حمد آل خليفة بزيارة المجمع في نفس الليلة لزرع الاطمئنان بين المواطنيين والمقيمين بأن الوضع في المملكة مستقر وأن الحكومة حريصة على ديمومة هذا الاستقرار وأن كل الأمور في المملكة تسير من حسن إلى أحسن. في ذلك المساء بث تلفزيون البحرين لقطات للمتظاهرين في المجمع واصفا إياهم ب«المتوحشين» وشجع المشاهدين على تقديم المعلومات التي يمكن أن تؤدي إلى اعتقال من المحتجين إلى وزارة الداخلية عن طريق عنوان البريد الإلكتروني المعروض على الشاشة. على مواقع وسائل الاعلام الاجتماعية ظهرت صور النساء اللاتي ألقي القبض عليهن في مركز مدينة عيسى مكدسات بعضهن فوق بعض. بحسب ما ورد فإن المعتقلات منعن من تناول الطعام والصلاة والاتصال بمحاميهن أو عائلاتهن. محامو المعتقلين زاروا النيابة العامة التي نفت أنه تم استجواب المحتجزات لديها. ومع ذلك لاحظ محامو المعتقلين انتقال المعتقلين من طابق إلى آخر مما مكنهم من التحدث مع بعضهم. لوحظ وجود كدمات على وجه بعض المعتقلين لحقت به خلال الاحتجاز ويعتقد أن الشرطة قد ضربوا العديد منهم. في نهاية المطاف وجهت إلى 16 امرأة و4 رجال تهمة المشاركة في تجمع لغرض الإخلال بالنظام العام مع العنف والهجوم على أربع شرطيات والتحريض علنا على كراهية النظام. تمت تبرئة امرأتين ورجلين وحكم على باقي المتهمين بالسجن لمدة 6 أشهر في 20 أكتوبر. إحدى المتهمات تبلغ من العمر 17 عاما تعاني من مرض فقر الدم المنجلي ألقي القبض عليها من على سرير المستشفى لتبدأ الحكم الصادر ضدها لمدة 6 أشهر. أيد الاستئناف جميع الاحكام والعقوبات في 24 نوفمبر.
على مدار يوم 23 سبتمبر قالت وزارة الداخلية أن خمسة من رجال الشرطة أصيبوا بجروح أحدهم أصيب بحروق من الدرجة الثانية بسبب إلقاء المتظاهرين عليهم قنبلة حارقة.

### 25 سبتمبر
عقدت الانتخابات التكميلية في 25 سبتمبر لملء المقاعد النيابية الثمانية عشر الشاغرة بسبب استقالة أعضاء جمعية الوفاق الوطني الإسلامية المعارضة في مارس 2011. فاز أربعة أشخاص بالتزكية قبل الإدلاء بأصواتهم. شهدت الانتخابات فوز مرشحتين لأول مرة في البحرين بمقاعد نيابية في منافسة انتخابية. قاطع الانتخابات جمعية الوفاق وجمعيات المعارضة الأخرى. بلغت نسبة المشاركة 17.4% في الدوائر الأربعة عشر حيث ألقت الحكومة باللوم لضعف المشاركة إلى تهديد ائتلاف شباب 14 فبراير الناخبين الشيعة بإيذائهم في حال مشاركتهم.

### 26 سبتمبر
سجنت محكمة بحرينية ستة رجال لمدة خمسة عشر عاما أدينوا قطع لسان مؤذن آسيوي في أبريل 2011. سجن اثنين آخرين لمدة عشر سنوات في نفس القضية. اشتكى العديد من الآسيويين من هجمات يشنها بحرينيين شيعة الذين يتهمون عائلة آل خليفة الحاكمة السنية بتجنيس سنة آسيا لترجيح كفة الميزان الديموغرافي في البلاد.
سجن لاعبا منتخب البحرين لكرة اليد محمد وعلي ميرزا لمدة 15 عاما بعد اتهامهما بالمشاركة في احتجاجات مناهضة للحكومة. قال والدهما أنه تم إدانة أبنائه بسبب مشاركتهم متظاهرين في حرق مزرعة يملكها عضو في الأسرة الحاكمة. أدانت محكمة عسكرية الأخوين ميرزا بتهمة حيازة أسلحة وسرقة أموال. الأخوين ميرزا اللذان شاركا في بطولة العالم لكرة اليد للرجال 2011 من ضمن 150 رياضي شيعي اعتقلوا كجزء من حملة ضد المحتجين. شارك العديد منهم في مسيرات لدعم المظاهرات.

### 29 سبتمبر
قضت محكمة الأمن البحرينية بالسجن لفترات تتراوح ما بين 5 سنوات و15 سنة على 20 شخص ينتمون إلى مهن طبية حيث أدينوا باستخدام مجمع السلمانية الطبي كقاعدة لمناهضة الحكومة. وفور صدور الأحكام أدانت عدة جماعات لحقوق الإنسان الأحكام بما في ذلك منظمة أطباء من أجل حقوق.

## أكتوبر 2011

### 1 أكتوبر
أدلى الناخبون بأصواتهم في الجولة الثانية للانتخابات التكميلية في 1 أكتوبر. الانتخابات مرت من دون وقوع حوادث.

### 3 أكتوبر
سجنت محكمة في البحرين 14 شخصا لمدة تصل إلى 25 سنة لكل منهم بتهمة قتل رجل باكستاني خلال الاحتجاجات. قال المدعي العام في القضية أن المحكمة أدانتهم بتهمة القيام بضرب رجل حتى الموت «لغرض إرهابي».

### 4 أكتوبر
حذر ليام فوكس وزير المملكة المتحدة لشؤون الدفاع في ذلك الوقت في خطابه في مؤتمر حزب المحافظين من أن البحرين في خطر من أن تصبح «برلين الشرق الأوسط». حذر من أن البلاد تمثل نقطة اشتعال محتملة لصراع إقليمي وأشاروا إلى أن الإصلاح سيكون الطريق الأكثر نفعا في حل المشاكل الحالية.

### 5 أكتوبر
في 5 أكتوبر أمر النائب العام البحريني بشأن محاكمة 20 طبيب بتهمة «التحريض على كراهية النظام» وتخزين أسلحة في مجمع السلمانية الطبي بتحويل القضية من المحكمة العسكرية إلى المحكمة المدنية. كان القرار تراجع تكتيكي في مواجهة إدانة المجتمع الدولي للأحكام التي أثارت انتقادات من الأمين العام للأمم المتحدة بان كي مون وكذلك منظمات مثل أطباء من أجل حقوق الإنسان.

### 6 أكتوبر
أحمد جابر القطان مراهق بحريني شيعي يبلغ من العمر 16 عاما توفي في أحد المستشفيات بعد أن تعرض للضرب في الصدر والبطن والأطراف العلوية بطلقات نارية من قبل قوات الأمن البحرينية. وفقا لوزارة الداخلية فإن الصبي قتل بعدما تم اطلاق النار على مظاهرة تكونت من 20 شخص في قرية أبو صيبع غرب العاصمة المنامة الذين قاموا بغلق الطرق ووضع صناديق من نار وألقوا زجاجات حارقة على قوات الأمن عندما تدخل رجال الشرطة لتفريقهم بسبب عدم حصول المظاهرة على إذن من وزارة الداخلية. قالت جماعات المعارضة أن جابر ضرب قبل أن يقتل من قبل الشرطة.

### 7 أكتوبر
عقدت جنازة أحمد جابر القطان الذي كان قد قتل في اليوم السابق بعد ظهر يوم 7 أكتوبر. على الرغم من وضع قوات الأمن حواجز على الطرق لمنع الناس من حضور الجنازة إلا أن الجنازة حضرها آلاف الأشخاص ويعتقد بأنها الأكبر حضورا خلال الأشهر الماضية. انضم 10 آلاف شخص شخص على الأقل إلى مسيرة تشييع القطان من خلال قرى الشاخورة وجنوسان وكرانة حاملين أعلام مملكة البحرين هاتفين بشعارات: «نفديك يا البحرين» و«يسقط حمد» في إشارة إلى الملك حمد بن عيسى بن سلمان آل خليفة الذي تحكم عائلته الأرخبيل منذ 229 سنة. دفن القطان في مسقط رأسه الشاخورة.
بعد الجنازة سار مئات المشيعين نحو دوار برغر لاند حيث كانت قوات الشرطة تتواجد بشكل كبير. قال نشطاء أن قوات الأمن فتحت النار مع قذف الغاز المسيل للدموع وقنابل الصوت والرصاص المطاطي مما أدى إلى إصابة 11 متظاهر على الأقل. قال مراسل قناة الجزيرة في البحرين أن عدد قليل من الناس في الحشد ألقوا الحجارة على قوات الأمن. من المتوقع وجود الكثير من المصابين ولكن المشهد الفوضوي ووجود عيادة مؤقتة بالقرب من الاشتباكات جعلت من المستحيل التحقق من العدد. شهد مراسل الجزيرة إصابة ثلاثة رجال بجروح نازفة يعتقد أنها ناجمة عن الرصاص المطاطي في حين أن رجل آخر كان قد تعرض لإصابة شديدة في الوجه بعد التعرض للضرب بقنبلة صوتية. عاد الهدوء إلى العاصمة ليلا. قالت وزارة الداخلية أنها «منعت مجموعة من المخربين على شارع البديع بعد جنازة أحمد جابر القطان مما أدى إلى تدخل قوات الأمن لإعادة الوضع إلى طبيعته».

### 10 أكتوبر
الملك حمد أعاد افتتاح الدور التشريعي لمجلس النواب في 10 أكتوبر. ضم مجلس النواب الجديد ثلاث عضوات جديدات منتخبات في انتخابات بعد انسحاب اتباع جمعية الوفاق الوطني الإسلامية من المشاركة السياسية الرسمية بعد الاحتجاجات. أشاد الملك بتزايد دور المرأة في الحياة العامة.
في 10 أكتوبر كان من المتوقع إقامة مراسم العزاء الأخيرة لأحمد جابر القطان في الشاخورة ولكن قوات الأمن منعت جميع الطرق المؤدية إلى القرية لمنع الناس من المشاركة. ذكرت قناة الجزيرة أن قوات الأمن أطلقت قنابل الغاز المسيل للدموع والرصاص المطاطي على عشرات المحتجين الذين كانوا يحاولون بدء مظاهرة بعد انتهاء طقوس العزاء وتم القبض على بعض المتظاهرين.

### 11 أكتوبر
غرمت المحكمة الجنائية العليا منصور الجمري وثلاثة رؤساء تحرير آخرين من صحيفة الوسط المعارضة بتهمة تلفيق القصص فيما بين 25 و29 مارس. كما أمرت بدفع غرامة قدرها 1000 دينار بحريني (2652 دولار أمريكي). اتهمت النيابة العامة الجمري بتحريض الشيعة على الانتفاض ضد الحكومة من خلال نشر قصص وهمية. قال الجمري أن القصص الوهمية نشرت عن طريق الخطأ.

### 13 أكتوبر
نشرت الجمعيات السياسية المعارضة بما في ذلك جمعية الوفاق الوطني الإسلامية وثيقة المنامة حيث جددوا دعواتهم للإصلاح السياسي. تنص الوثيقة على نية المعارضة على مواصلة الاحتجاجات الشعبية باعتبارها وسيلة للوصول إلى أهدافهم. تدعوا الوثيقة أيضا إلى الحوار بين السلطة والمعارضة على أساس المبادئ السبعة التي حددها ولي العهد في 13 مارس 2011. رفض هذا العرض من قبل جمعية الوفاق الذين يفضلون كتابة دستور جديد عن طريق مجلس تأسيسي منتخب.

### 16 أكتوبر
قام المتظاهرون بالقيام بمظاهرة في قرية الدير للمطالبة بالإفراج عن مئات السجناء.

### 20 أكتوبر
طلبت اللجنة البحرينية المستقلة لتقصي الحقائق من الملك بتأجيل نشر التقرير لمدة شهر واحد. من المتوقع أن يتم نشر التقرير في 23 نوفمبر. ادعت لجنة تقصي الحقائق أن لديهم الكثير من الأدلة لدراستها وبالتالي تحتاج إلى مزيد من الوقت.

### 23 أكتوبر
بدأت المحاكمة الجديدة لعشرين شخص ينتمون إلى مهن طبية بالحكم عليهم بالسجن لمدة من 5 سنوات إلى 15 سنة في محكمة مدنية. أمرت بإعادة المحاكمة بعد أن انتقد المجتمع الطبي الدولي أحكام محكمة الأمن البحرينية.

## نوفمبر 2011

### 19 نوفمبر
نظم مئات من المحتجين مظاهرة بعد نهاية جنازة شاب قتل في سيارة للشرطة. التفوا قرب قاعدة الولايات المتحدة البحرية قبل أن تفرقهم قوات الأمن.

### 23 نوفمبر
أصدرت اللجنة البحرينية المستقلة لتقصي الحقائق تقريرها. أكد التقرير استخدام الحكومة البحرينية للتعذيب وغيره من أشكال الإيذاء الجسدي والنفسي على المعتقلين.
انتقد التقرير عدم الكشف عن أسماء مرتكبي الانتهاكات وتوسيع نطاق المساءلة فقط لأولئك الذين قاموا بنشاط انتهاكات حقوق الإنسان.

## ديسمبر 2011

### 2 ديسمبر
نشرت قناة الجزيرة الإنجليزية تقرير مطول لماثيو كاسل وقدم تقارير من القرية الشيعية المضطربة السنابس. وفقا للتقرير فإن الاحتجاجات في السنابس والعديد من القرى الأخرى القريبة من العاصمة المنامة كانت لا تزال قوية اعتبارا من مطلع ديسمبر 2011 مع أكبر احتجاجات شعبية منذ رفع قانون الطوارئ وانسحاب قوات درع الجزيرة. وصف كاسل المتظاهرين بأنهم سلميين جدا ولكن اليأس بدأ يتسرب على نحو متزايد من بشأن احتمالات إحداث تغييرات حكومية دون حمل السلاح. تضمن تقرير كاسل صور لناشطين بحرينيين يسيرون في الشوارع حاملين دروع محلية الصنع وهم ملوحين بالعلم الوطني هاربين من قوات الأمن حيث تم معالجة المصابين في المنازل.

### 3 ديسمبر
اندلعت اشتباكات بين قوات الأمن البحرينية ومتظاهرين في موكب ديني في المحرق مما أدى إلى اعتقال بعض الرجال. خرج المئات من الشيعة من الذين شاركوا في الموكب قبل احتفال عاشوراء الديني في المحرق.

### 23 ديسمبر
هجمت قوات الأمن البحرينية على مقر جمعية الوفاق الوطني الإسلامية واستخدمت الغاز المسيل للدموع على محتجين في المنامة. أصر رجال الدين أيضا أن الحكومة تستهدف المتظاهرين لأنهم يحاولون تقسيم الحركة الاحتجاجية التي تتكون من كل من السنة والشيعة.

### 30 ديسمبر
في 30 ديسمبر تم نشر فيديو على يوتيوب يظهر أفراد يلقون زجاجات حارقة على رجال شرطة في النويدرات.

### 31 ديسمبر
خلال احتجاجات في جزيرة سترة في ليلة رأس السنة الجديدة ضد الحكومة توفي صبي يبلغ من العمر 15 عاما يدعى سيد هاشم سعيد بعد أن أطلقت الشرطة قنابل الغاز المسيل للدموع على صدره وعنقه من مسافة قريبة. ذكر التقرير الطبي أن سبب الوفاة كما قيل نزيف نتيجة لإصابة في العنق وأشار إلى حروق في الجزء السفلي الأيسر من صدره وذراعه اليسرى. أصدرت الحكومة بيانا أعلنت فيه أن الحروق على جسم سيد تتنافى مع الحروق الناجمة عن قنبلة غاز مسيل للدموع. قال البيان أيضا أن التحقيقات الأولية أظهرت أن هاشم شارك في الهجمات على قوات الأمن بالزجاجات الحارقة التي جرت على مدار اليوم وإجراء تحقيق كامل.